# Mottschieß
Mottschieß, bis 1965 Mottschies, ist eine von sieben Ortschaften der Stadt Pfullendorf im Landkreis Sigmaringen in Baden-Württemberg, Deutschland.

## Geographie

### Geographische Lage
Das kleine Dorf Mottschieß liegt im Altmoränengelände östlich des Andelsbachtals, rund 4,6 Kilometer nordöstlich von Pfullendorf auf 644 m ü. NN. Historisch liegt es an der Grenze zwischen Hohenzollern und Baden. Rund um den Ort befinden sich große Wälder, so zum Beispiel der „Pfullendorfer Wald“ oder der „Weithart“ im Norden. Der Mottschießer Graben, der den Ort im Süden tangiert, ist ein rechter Zufluss des Andelsbachs.
Zum Teilort Mottschieß gehört nur das Dorf Mottschieß.

### Ausdehnung des Gebiets
Die Gesamtfläche der Gemarkung Mottschieß umfasst 155 Hektar.

## Geschichte
Funde aus der Hallstattzeit (vor rund 2500 Jahren) sind frühe Zeugen menschlicher Ansiedlung auf der Gemarkungsfläche.
Mottschieß wurde erstmals im Jahr 1348 als Motschiesse erwähnt und gehörte seit seiner Ersterwähnung zur Herrschaft Sigmaringen beziehungsweise ab 1460 zur Grafschaft Sigmaringen, die 1535 den Grafen von Zollern verliehen wurde. Sigmaringen stand das Niedergericht sowie die Kollektation zu. Grundherrschaft übte bis 1806 das Spital zu Pfullendorf aus. Besitz hatten in dem Ort außerdem die Klöster Habsthal, Inzigkofen und Salem.
Im Zuge der Mediatisierung kam Mottschies als Landgemeinde zum Oberamt Sigmaringen. Dieses hohenzollerische Oberamt gehörte von 1807 bis 1850 zum Fürstentum Hohenzollern-Sigmaringen und anschließend bis zu dessen Auflösung 1925 als Teil der Hohenzollernschen Lande zu Preußen. Nach der Vereinigung der Oberämter Gammertingen und Sigmaringen im Jahr 1925 war Mottschies Teil des Landkreises Sigmaringen.

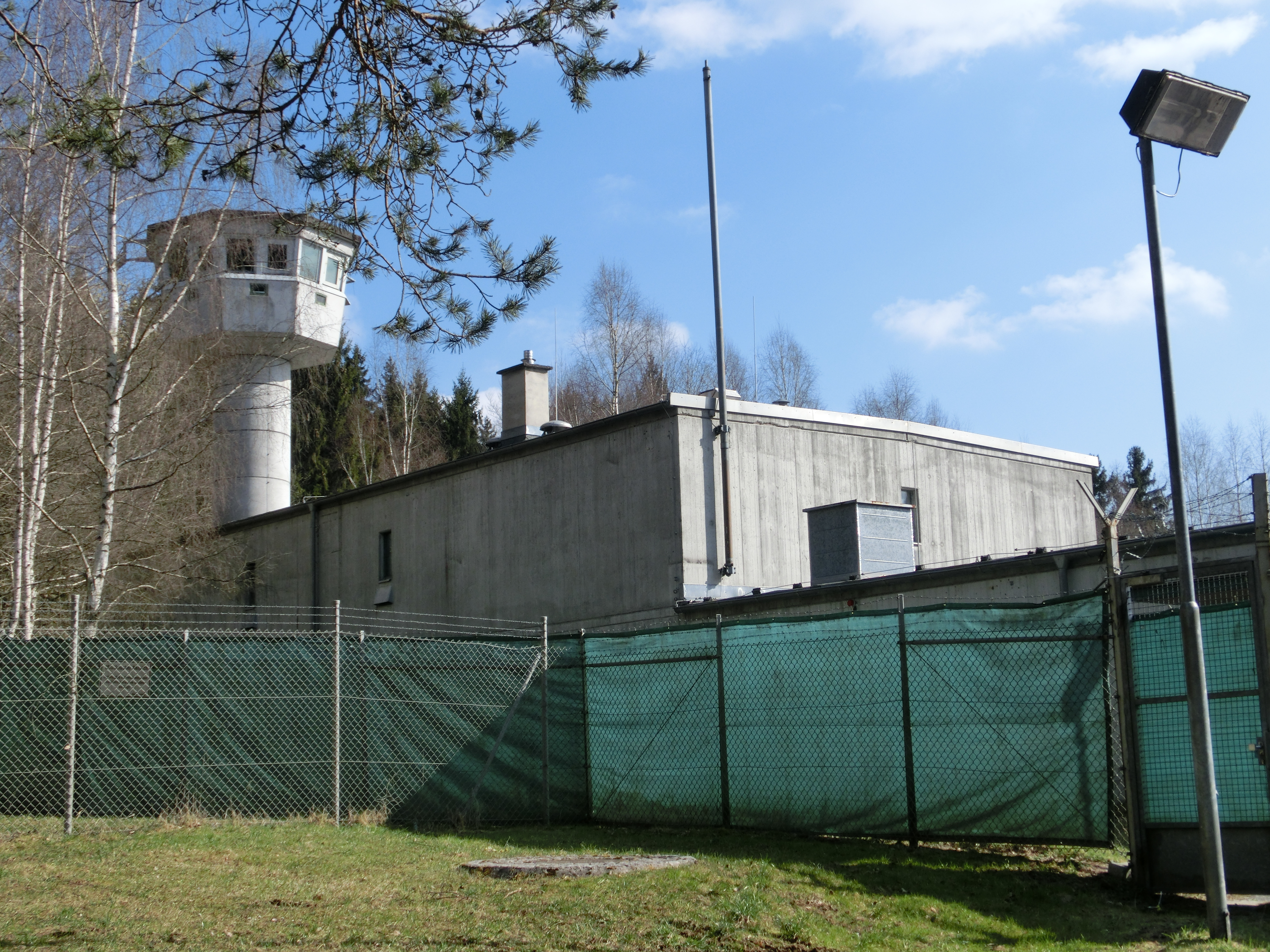
Eingangsbereich des Munitionslagers mit Sichtschutzzaun und Wachturm

Gegen Ende des Zweiten Weltkriegs schlug 1945 ein Blindgänger bei Mottschies in sumpfigen Gelände ein. Zudem musste 1945 ein propellergetriebenes Flugzeug vom Typ Fieseler Fi 156 Storch am Birkholz notlanden. Drei Soldaten, die fahnenflüchtig von der Ostfront in die Schweiz wollten, reichte der Treibstoff nur bis Mottschies. Das Flugzeug wurde durch die Bevölkerung geplündert: Aus der weißen Seide der Fallschirme wurden Kommunionskleider gemacht, aus geflochtenen Seilen Socken gestrickt. Nachdem der Ort durch französische Truppen befreit worden war, nahmen sie den Flieger in Bewachung. Mottschies war Teil der Französischen Besatzungszone.
Ende der 1950er Jahre wurde im Wald „Weithart“, nordöstlich vom Ort und westlich von Levertsweiler, eine Standortmunitionsniederlage der Bundeswehr für den Standort Pfullendorf und Weingarten eingerichtet. In den Bunkeranlagen des Munitionslagers Mottschieß waren vermutlich ab 1969 bis in die 1980er Jahre auch taktische Kernwaffen der US-Streitkräfte gelagert.
Mit Zustimmung der Landesregierung mit Beschluss vom 10. August 1965 wurde die Gemeinde Mottschies in „Mottschieß“ umbenannt. Die Gemeinde wurde am 1. Januar 1973 im Zuge der Gemeindereform Baden-Württemberg der Stadt Pfullendorf zugeschlagen.

### Einwohner
Im Juni 2015 lebten in Mottschieß 131 Einwohner in rund 45 Haushalten. Im Jahre 1885 zählte der Ort 106 Einwohner, 1925 waren es 116.

## Religion
Mottschieß befand sich in einem dualistischen Kirchspiel: evangelische Christen gehörten dem hohenzollerischen Sigmaringen an, katholische der badischen Pfarrei Zell am Andelsbach. Das Patronatsrecht wurde 1694 der Stadt Pfullendorf verliehen. Die katholische Kirchengemeinde gehört heute zur Seelsorgeeinheit Oberer Linzgau. Evangelische nach Pfullendorf.

## Politik

### Ortschaftsrat
Die Ortschaft Mottschieß hat einen eigenen Ortschaftsrat, der aus sieben ehrenamtlich tätigen Ortschaftsräten inklusive eines Ortsvorstehers als Vorsitzenden besteht. Der Ortschaftsrat wird direkt vom Volk gewählt. Die Wahlperiode dauert fünf Jahre.

### Ortsvorsteher
- 1999–2024: Erich Greinacher (Freie Wähler)[7]
- seit 2024: Robert Munz[10]

### Wappen
Das Wappen von Mottschieß zeigt in geteiltem Schild oben in Gold drei (2:1) schwimmende rote Fische (Karpfen), unten in Rot ein stehender goldener Hirsch. Die drei schwimmenden Fische im oberen Teil des Wappens deuten auf die lange Tradition der Fischzucht in Mottschieß hin. Der Hirsch deutet auf die einstige Zugehörigkeit des Ortes zur Grafschaft Sigmaringen. Die obere Schildhälfte bringt die Sigmaringer Farben in Umkehrung.

## Kultur und Sehenswürdigkeiten

### Bauwerke
- Die Kath. Kapelle St. Maria (Schwäblishauser Straße 7) geht zurück auf einen 1716 erbauten, 1968 abgerissenen, spätgotischen Sakralbau. Die heutige Kapelle wurde aus Mitteln der damals selbstständigen Gemeinde und mit viel Eigenleistung erbaut und 1971 geweiht. Der Außenbereich wurde 2014 erneuert.[7][3] Zur Ausstattung zählen eine Rosenkranzmadonna (ein hölzernes Tafelbild aus der ersten Hälfte des 17. Jahrhunderts) und eine Madonna mit Kind (eine Holzskulptur um 1500).[11] Die Glocke der Marienkapelle wurde 1759 in Konstanz gegossen und läutet noch täglich um 6, 12 und 19 Uhr.[7]
- Für den Bau des Gasthofs „Frieden“ wurden Steine des Pfullendorfer Gebsentors für 236 Gulden ersteigert.[12]
- Das Alte Rathaus von 1950 wurde in drei Schritten renoviert. 2011 wurde ein moderner Anbau eröffnet. 2015 musste im Untergeschoss des alten Gebäudeteils der Hausschwamm bekämpft werden. Im Gebäude befindet sich die Dorfstube mit Küche, dieser kleine Saal kann für private Veranstaltungen angemietet werden.[7]
- Auf dem gepflasterten Dorfplatz in der Ortsmitte plätschert ein Trogbrunnen mit Dorfwappen und Jahreszahl.[7]
- Zwischen Mottschieß und Schwäblishausen befindet sich der „Mottschießbaum“, eine große Linde, und ein umzäuntes Feldkreuz aus Metall auf einem Steinsockel.[7]

### Regelmäßige Veranstaltungen
- Zur dörflichen Tradition zählen das Aufstellen von Narrenbaum und Maibaum.
- Am Funkensonntag entzündet die Narrengesellschaft Mottschieß ein Funkenfeuer.
- Das Sommerfest wird alljährlich durch die Narrengesellschaft Mottschieß mit Schnellergilde veranstaltet.[7]
- Auf dem Rathausplatz findet jährlich das Adventssingen statt.

## Wirtschaft und Infrastruktur
Über Jahrhunderte war Mottschieß hauptsächlich von der Jagd und vom Fischfang geprägt. So zählte der Ort in der ersten Hälfte des 19. Jahrhunderts fünf künstlich angelegte städtische Weiher, die der Fischzucht dienten. Zuletzt wurde der Zuchtteich im Weiherwäldle trockengelegt, wo sich heute ein Damwildgehege befindet. Auch zahlreiche Köhler gab es. Von der ursprünglichen Landwirtschaft existieren heute noch vier Betriebe, davon zwei im Vollerwerb. Im Ort sind zahlreiche Ein-Mann-Betriebe ansässig, die meisten davon allerdings im Nebenerwerb.

### Bildung
Der nächste Kindergarten ist St. Peter und Paul in Schwäblishausen. Zur Schule gingen die Kinder früher in Zell (heutiges Dorfgemeinschaftshaus), ab Mitte der 1960er Jahre in Schwäblishausen (heutiger Kindergarten) und mittlerweile in die Grundschule am Härle in Pfullendorf.

### Verkehr
Mottschieß und dessen Bebauung befindet sich im Wesentlichen links und rechts der Landesstraße 268, die von Pfullendorf nach Mengen führt.

### Medien
Ein eigenes Mitteilungsblatt namens „Unser Dorf“ informiert die Bürger aktuell.